# Marie Dompnier

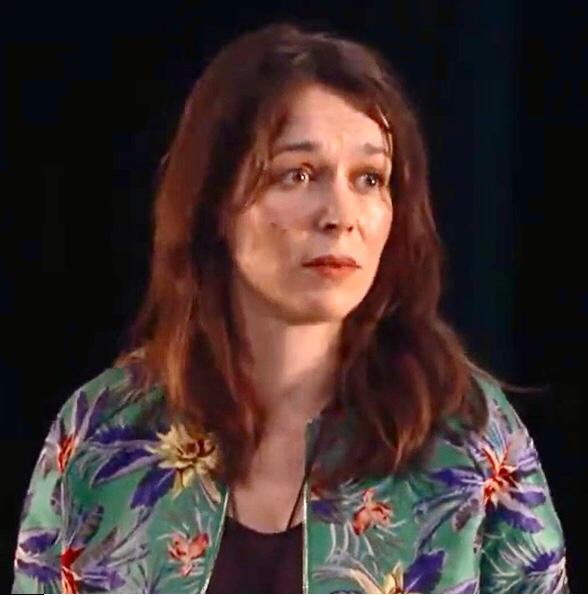
Marie Dompnier

Marie Dompnier (*  19. September 1980 in Toulouse, Haute-Garonne, Frankreich) ist eine französische Schauspielerin in Film, Fernsehen und Theater.

## Leben und Karriere
Die 1980 in Toulouse geborene Marie Dompnier gab ihr Leinwanddebüt 2012 in der Komödie Je fais feu de tout bois von Regisseur und Drehbuchautor Dante Desarthe in der Rolle der Coralie. Nach einigen Auftritten in TV-Serien und Fernsehfilmen sah man sie 2014 in der Filmkomödie Les gazelles unter der Regie von Regisseurin Mona Achache. Der deutsche Regisseur Volker Schlöndorff besetzte sie noch im gleichen Jahr in seiner Filmproduktion Diplomatie in einer kleinen Nebenrolle. Es folgten zwischen 2015 und 2018 weitere Auftritte in Serien wie in Die Zeugen als Lieutenant Sandra Winckler, für die sie mehrfach ausgezeichnet wurde, oder in Giftige Saat als Florence Delpierre. Im Jahr 2019 spielte sie die weibliche Hauptrolle in der sechsteiligen französischen Mysterieserie The Last Wave.
Neben ihrer Arbeit für Film und Fernsehen ist sie auch als Darstellerin für das Theater tätig.

## Filmografie (Auswahl)

### Filme
- 2012: Je fais feu de tout bois
- 2014: Les gazelles
- 2014: Diplomatie
- 2021: Black Box – Gefährliche Wahrheit (Bôite noire)
- 2021: Menschliche Dinge (Les choses humaines)
- 2023: Black Lotus

### Fernsehen
- 2012: Kommissar Caïn (Caïn, Fernsehserie, 1 Episode)
- 2013: Détectives (Fernsehserie, 1 Episode)
- 2013: Fais pas ci, fais pas ça (Fernsehserie, 1 Episode)
- 2014: Le système de Ponzi (Fernsehfilm)
- 2014: Petits secrets entre voisins (Fernsehserie, 1 Episode)
- 2014–2017: Die Zeugen (Les Témoins) (Fernsehserie, 14 Episoden)
- 2016: Der durch die Wand geht (Le passe-muraille)
- 2016: The Tunnel (Fernsehserie, 1 Episode)
- 2018–2019: Giftige Saat (Jeux d’influence) (Fernsehminiserie)
- 2019: Torn (Fernsehserie, 3 Episoden)
- 2019: The Coroner (Fernsehserie, 1 Episode)
- 2019: The Last Wave (La dernière vague) (Fernsehminiserie)
- 2021: Prière d’enquêter (Fernsehserie, 1 Episode)
- 2021: Capitain Marleau (Fernsehserie, 1 Episode)
- 2022: Unschuld und Verlangen (Clèves) (Fernsehfilm)
- 2023: Black Hearts (Fernsehserie, 6 Episoden)

### Kurzfilme
- 2019: Le tapis (Kurzfilm)

## Auszeichnungen
Biarritz International Festival of Audiovisual Programming
- 2015: Ehrung beim Biarritz International Festival of Audiovisual Programming mit dem Golden FIPA in der Kategorie TV Series and Serials: Actress in der Serie Die Zeugen

L’Association des Critiques de Séries
- 2015: Ehrung beim L’Association des Critiques de Séries mit dem A.C.S. Award in der Kategorie Best Actress in der Serie Die Zeugen